# Salpornis spilonota
Il rampichino indiano (Salpornis spilonota (Franklin, 1831)) è un uccello passeriforme della famiglia Certhiidae.

## Etimologia
Il nome scientifico della specie, spilonota, deriva dall'unione delle parole greche σπιλος (spilos, "macchia") e νωτον (nōton, "dorso"), col significato di "dal dorso maculato", in riferimento alla livrea di questi uccelli: il loro Nome comune rappresenta invece un chiaro riferimento all'areale di diffusione.

## Descrizione

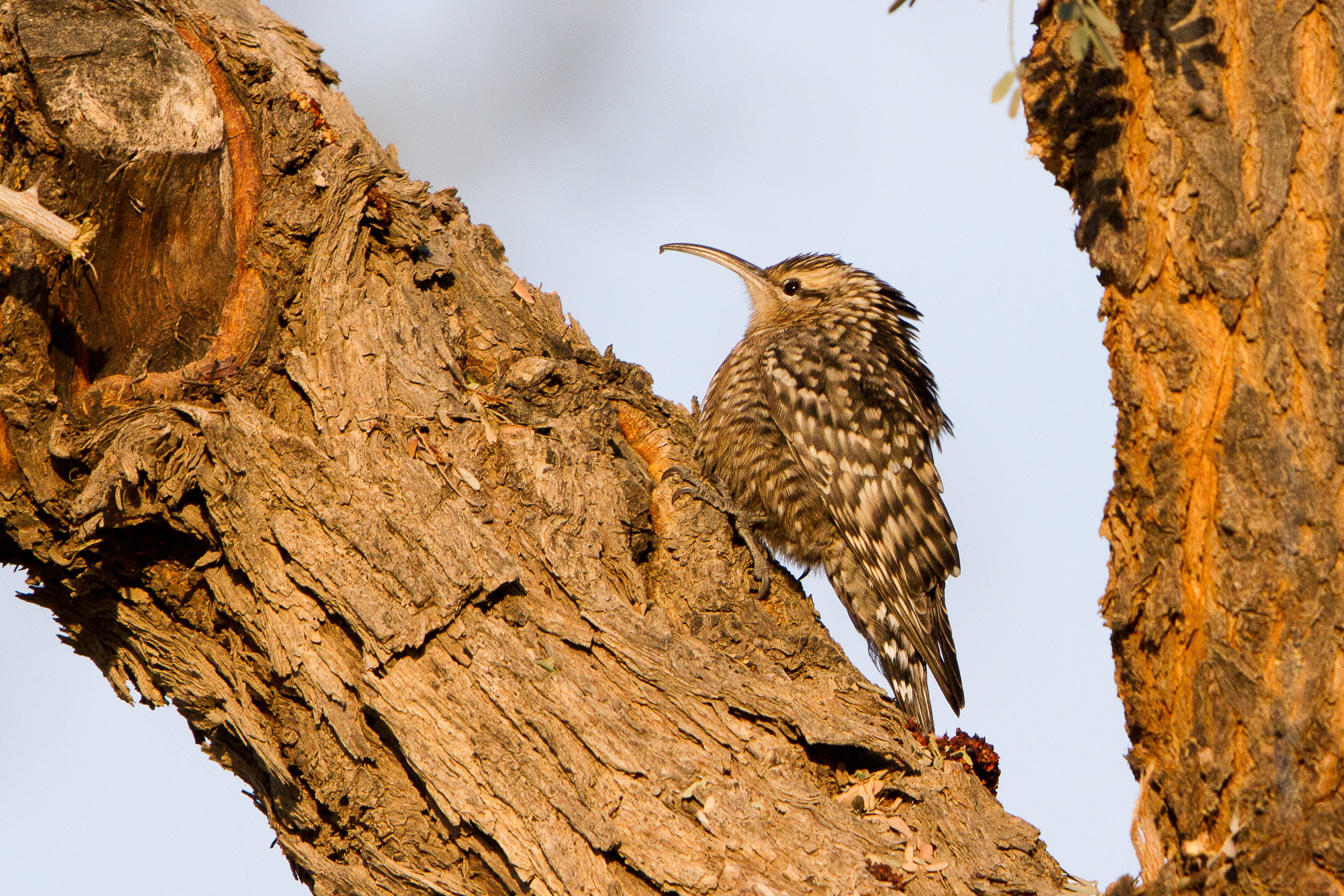
Esemplare nel distretto di Churu.

### Dimensioni
Misura 13-15 cm di lunghezza, per 14 g di peso.

### Aspetto
Si tratta di uccelli dall'aspetto paffuto e arrotondato, muniti di grossa testa che appare direttamente incassata nel torso, ali appuntite, coda corta e squadrata, becco sottile e allungato ricurvo verso il basso e forti zampe con lunghi artigli ricurvi.
Il piumaggio è dominato dalle tonalità del bruno-nocciola, con le singole penne dell'area dorsale munite di orli più scuri e di due macchie più chiare, una al centro e una verso l'estremità, a dare un effetto screziato alla livrea, molto utile per mimetizzarsi fra i tronchi: gola, petto e ventre mancano delle macchie chiare, assumendo un aspetto a striature trasversali, mentre la gola ed il sopracciglio sono di colore beige senza screziature, a delimitare una mascherina facciale che, come fronte e vertice, è di colore bruno scuro, anch'essa senza screziature.
Il becco è grigio-rosato inferiormente e nerastro superiormente, le zampe sono di colore nerastro e gli occhi sono di colore bruno scuro.

## Biologia

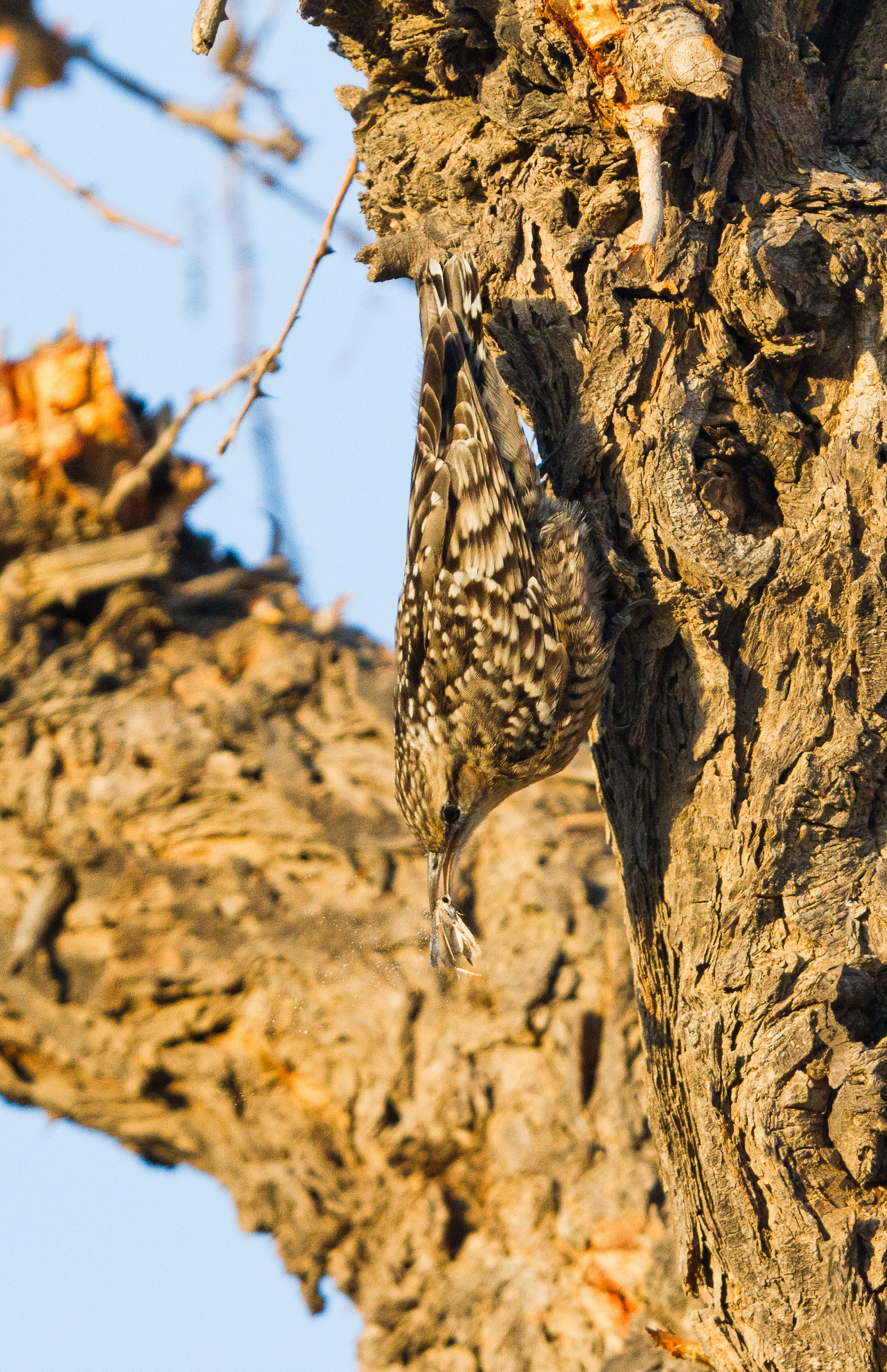
Esemplare si nutre nel Rajasthan.

Il rampichino indiano è un uccello dalle abitudini di vita diurne e tendenzialmente solitarie, che può però essere osservato anche in coppie, talvolta in associazione a stormi misti con altre specie: questi uccelli passano la maggior parte della giornata scalando i tronchi in su e in giù con andamento ondulante alla ricerca di cibo, mantenendo una presa ben salda sulla corteccia grazie alle forti zampe dalle lunghe dita e agli artigli ricurvi.
Il richiamo di questi uccelli è rappresentato da una serie di note corte ed aspre che suonano come un tui-tui dalla struttura alternata ascendente e discendente.

### Alimentazione
La dieta di questi animali è insettivora, componendosi perlopiù di lepidotteri e bruchi, ma anche di ragni, coleotteri ed emitteri: il rampichino indiano cerca il cibo ispezionando la corteccia e le cavità dei tronchi col becco sottile, snidando le prede dallo strato inferiore della corteccia.

### Riproduzione
La stagione degli amori va da febbraio a giugno: si tratta di uccelli monogami.
Il nido viene costruito dalla femmina all'inserzione di un ramo sul tronco di un albero, ben nascosto fra il fogliame, intrecciando rametti verdi, licheni e radichette e tenendoli insieme con ragnatela e seta di bozzoli: al suo interno essa depone 2-3 uova bianco-grigiastre, munite di rada maculatura bruna, che provvede a covare da sola (nutrita dal maschio, che staziona nei pressi del nido) per circa due settimane, al termine delle quali schiudono pulli ciechi ed implumi.

I nidiacei vengono imbeccati da entrambi i genitori: essi s'involano attorno alle tre settimane di vita, allontanandosi definitivamente dal nido attorno al mese e mezzo dalla schiusa.

## Distribuzione e habitat

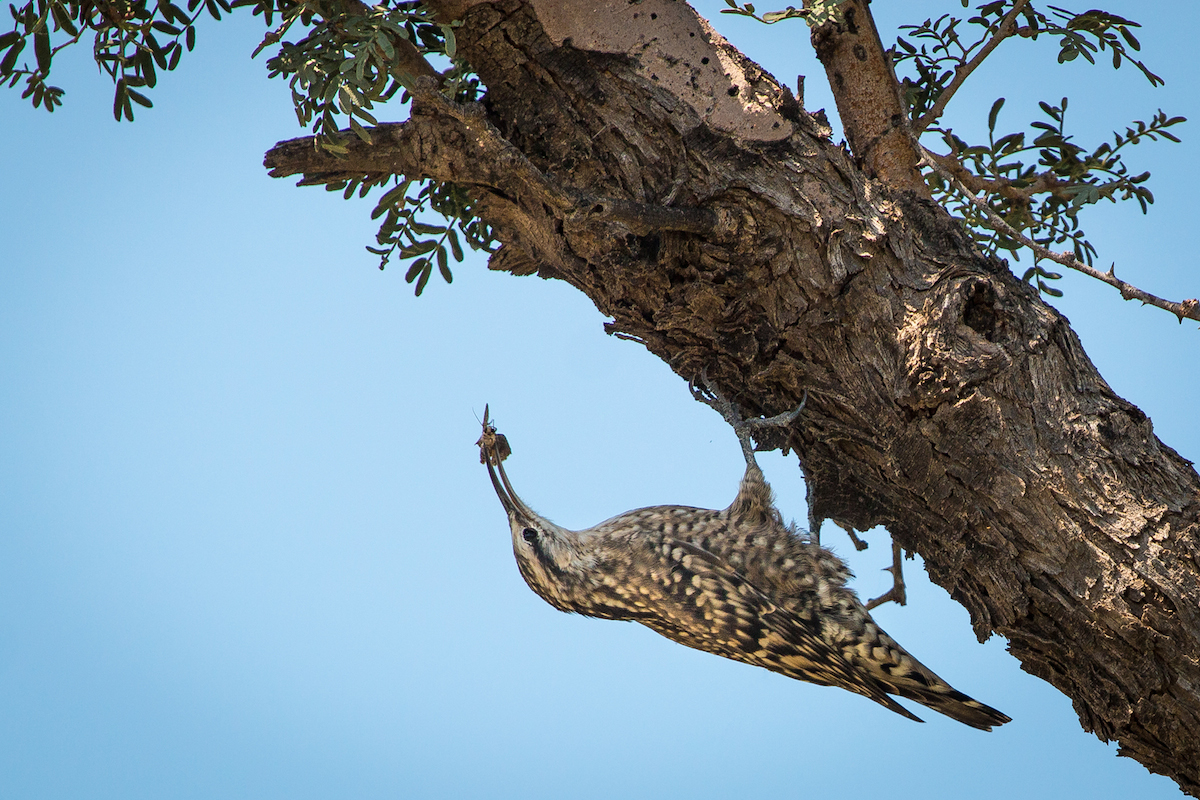
Esemplare si nutre in natura.

Come intuibile dal nome comune, il rampichino indiano è endemico dell'India, della quale popola la porzione centrale e nord-occidentale, dal Rajasthan centrale (ad est di Ajmer e Sambhar) al Gujarat orientale ad est fino all'Uttar Pradesh nord-orientale e al nord del Bihar, e a sud fino al sud dell'Haryana, al nord dell'Andhra Pradesh e al Maharashtra orientale: una popolazione isolata vive anche a Goa.
L'habitat di questi uccelli è rappresentato dalle aree boschive decidue con presenza di alberi dalla corteccia fortemente fissurata, come acacia, teck, ebano e mango.

## Tassonomia
Se ne riconoscono due sottospecie:
- Salpornis spilonota spilonota (Franklin, 1831) - la sottospecie nominale, diffusa nella porzione centrale e orientale dell'areale occupato dalla specie;
- Salpornis spilonota rajputanae Meinertzhagen & Meinertzhagen, 1926 - endemica del Rajasthan centro-occidentale ;